# Carolina Armijo
Carolina Andrea Armijo Lira (Santiago, Chile, 28 de noviembre de 1987) es una exfutbolista chilena. Jugaba de guardameta.

## Trayectoria

### Cúcuta Deportivo
El 16 de febrero de 2018 fichó en el Cúcuta Deportivo de la Liga Profesional Femenina de Fútbol de Colombia.

### Regreso a Colo-Colo
Regresó al Colo-Colo a mediados del 2018, jugando la Copa Libertadores Femenina 2020.
Anunció su retiro en abril de 2023.

## Selección nacional
Jugó la Copa América Femenina Chile 2018 con la selección de Chile, donde consiguieron el segundo lugar.

## Clubes
ref.
| Club             | País     | Año         |
| ---------------- | -------- | ----------- |
| Colo-Colo        | Chile    | 2013 - 2017 |
| Cúcuta Deportivo | Colombia | 2018        |
| Colo-Colo        | Chile    | 2018 - 2023 |